# Marianna Cataldi
Marianna Cataldi (Taranto, 7 aprile 1971) è una cantautrice e compositrice italiana.

## Biografia
Nasce a Taranto, dove è cresciuta e si è formata musicalmente, ma risiede a Milano dal 1995.
Inizia ad esibirsi dal vivo da piccola, all'età di 4 anni, durante feste di piazza; si iscrive poi al Paisiello di Taranto, dove studia teoria e solfeggio, pianoforte, canto corale e canto lirico (sotto la guida del basso maestro Giacomo Colafelice).
Acquisisce così una tecnica personale, la sua tecnica istintiva (con la particolarità del registro di fischio) insieme a quella classica che, uniti alla passione per il canto e ad una tenace ricerca in vari stili vocali, le permettono di spaziare con personalità in diversi generi musicali: pop, musical, funky, pop/lirico, rock, dance, blues, soul-jazz e gospel.
Si trasferisce poi a Milano e, nel 1995, debutta con il suo primo album, Marianna Cataldi, pubblicato dalla Synthesis,  distribuito Disco più, e di cui è autrice sia delle musiche che dei testi di tutte le canzoni (tranne Tua mai, scritta in collaborazione con Mario Rosini). In alcuni di questi brani si possono ascoltare i cosiddetti sovracuti del suo registro di fischio.
Nello stesso anno realizza una cover dance di Wuthering heights, il primo successo di Kate Bush; il vinile contiene anche il brano inedito Dangerous Time, scritto da Marianna e Antonello Martina.
Nel 1996 si trasferisce definitivamente a Milano; collabora come cantante con il compositore Silvio Amato, grazie al quale inizia a collaborare con le reti del gruppo Mediaset, realizzando, come solista, spot televisivi (tra cui Honda, Arena, ecc.), sigle di film per la tv (Non chiamatemi papà con Jerry Calà e Umberto Smaila, trasmesso su Canale 5), sigle per la cinematografia (Pokémon, Pokemon 2 e 3, e "Senza movente", film della Warner Bros.), la sigla del cartone animato Coccinella (in onda su TMC2), jingles radiofonici (tra cui Radio Capital), il jingle vocale di TMC2, il jingle natalizio istituzionale di TMC (in cui era voce solista insieme ad Alex Baroni), varie raccolte di cover natalizie e cover di brani internazionali (vedi pagina discografia del suo sito personale), registra la canzone della Sirenetta della Disney per la compilation di Gardaland, messa in scena nello spettacolo "La sirenetta on ice" nel 2006, dove è solista della canzone della sirenetta, versione jazz.
In qualità di corista registra invece le colonne sonore italiane dei musical "Victor Victoria" e "Il Mago di Oz", sigle di programmi televisivi (Zelig, Paperissima, La sai l'ultima, Il brutto anatroccolo, Striscia la notizia, Bellezze al bagno, etc...) il disco Les nuit d'Africa (con Rossana Casale, Elio e Fabio Concato), lo spettacolo di presentazione del disco del comico Olmo (da Mai dire Gol, Italia 1) e diversi jingles Natalizi di Mediaset.

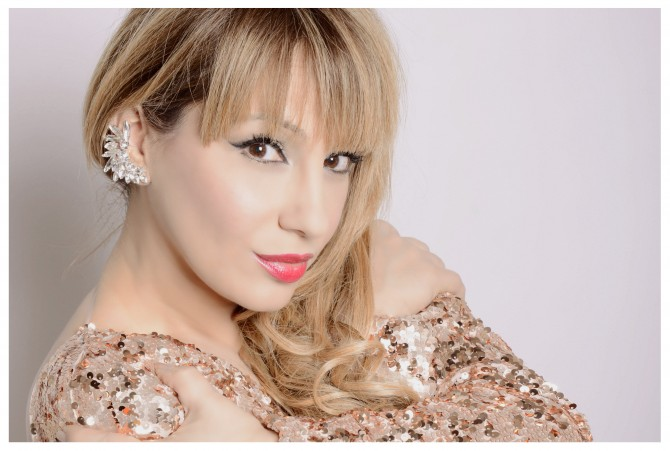
Marianna Cataldi nel 2015

Nel 1998 la Disney la sceglie come voce leader nella versione italiana di Mulan: nella colonna sonora del film d'animazione Marianna interpreta le canzoni Riflesso e Molto onore ci darai.
L'anno successivo fa parte del cast (come cantante e ballerina) della trasmissione di Canale 5 Tiramisu, presentata da Pippo Baudo con la regia di Gino Landi; nel 2000 è voce solista nella trasmissione La canzone del secolo, presentato da Baudo in prima serata su Canale 5 e con l'orchestra diretta dal maestro Caruso e la regia di Pingitore; continua le partecipazione come cantante delle orchestre di diverse trasmissioni televisive, tra cui Passaparola, il quiz presentato da Gerry Scotti, in cui è cantante nell'orchestra del maestro Luca Orioli per alcune puntate, e nel 2003 è cantante dell'orchestra del m° Vince Tempera, nelle 5 puntate della trasmissione musicale "Io tra di voi", presentato in prima serata da Iva Zanicchi su Rete 4.
Nel 2004 è autrice della sigla del quiz televisivo di Marco Mazzocchi (Prima o poi) su Rai 2, e nel 2005 delle musiche della trasmissione di Rai 3 Screensaver.
Marianna è anche la voce interprete della sigla Dolce follia della soap-opera La forza del desiderio e delle sue romanze "Amo Amor" e "Potevamo Esser Felici" (in onda su Rete 4 dal 2004 e in onda su Lady Channel da agosto 2010); è la voce solista della sigla delle tredici edizioni del reality show prima su Rai 2 e poi su Canale 5 L'isola dei famosi.
Nel 2009 Marianna Cataldi è l'interprete della romanza lirica in dialetto calabrese
"Genti du suli" (di Vincenzo Ricca), colonna sonora del docufilm "Emigranti" di Marco Ottavio Graziano per Rai Trade. Tutta la colonna sonora del film, contenente 12 brani, è prodotta da Soundiva ed è in vendita su iTunes e tutti i portali digitali.
Nel 2011 esce a gennaio l'album "Art In Heart", che raccoglie brani da colonna sonora da lei cantate e/o composte con alcuni inediti, tra cui un brano per solo pianoforte in stile classico/moderno da lei suonato e composto, in vendita in tutti gli stores on line da dicembre 2010.
Nel 2011 esce il suo singolo "I Need You To Survive", scritto e composto da lei, che viene poi incluso nella colonna sonora italiana del film "2012 - L'Avvento del male" della 20th Century Fox.
Ha scritto anche brani strumentali ad uso televisivo e pubblicitario; si dedica inoltre all'insegnamento del canto.
All'attività discografica ha sempre affiancato un'intensa attività dal vivo (con il suo gruppo soul-funky) ed un'incessante attività di studio (come cantante, come produttore artistico di diverse etichette indipendenti e come vocal coach, tra cui spiccano le collaborazioni con la Stage Entertainment come vocal coach nei musicals La febbre del sabato sera e Sister Act).
L'11 maggio 2012 esce in tutte le sale Italiane il film "100 metri dal paradiso", diretto da Raffaele Verzillo, la cui sigla finale "Sopra il filo" è composta da Marianna Cataldi per la musica, mentre il testo è scritto insieme ad Arianna Bergamaschi, interprete del brano e attrice nel film.
Il 30 ottobre 2012 esce l'album La forza del desiderio, registrato con la "Budapest Scoring Symphonic Orchestra" a Milano e a Roma e masterizzato negli Abbey Road Studios a Londra, che contiene i brani tratti dalla colonna sonora della telenovela La forza del desiderio, di cui Marianna è l'interprete originale, alcune versioni italiane di altre famose colonne sonore, un suo brano inedito "Sangue dell'anima", e una rielaborazione in italiano, per voce e orchestra, della Sonata per pianoforte n. 14 di Ludwig van Beethoven, di cui Marianna è autrice del testo "Morir d'amor", che viene scelto da Corrado Giordani, coreografo della Nazionale Italiana di Pattinaggio su ghiaccio, per lo Short Program dei campioni italiani in carica, Valentina Marchei e Ondřej Hotárek.
Il 22 maggio 2015 esce la riedizione internazionale (booklet in 3 lingue) del precedente album, distribuita dalla Sony in Germania, Austria e Svizzera e dalla Naxos Records nel resto del mondo, con l'aggiunta del brano "Meggie's theme", suo riadattamento italiano del brano "Anywhere the heart goes", tratto dalla colonna sonora di Uccelli di rovo di Henry Mancini.
Nello stesso anno, a novembre, partecipa come ospite nel brano "You are Holy", contenuta nell'album "A Joyful Prayer" del gruppo corale "The Lift Your Voice Gospel Choir", e nello stesso mese "Morir d'amor" viene pubblicato come singolo
Il 10 dicembre 2020 viene pubblicato l'album Notes for fingers una raccolta di suoi brani strumentali per pianoforte, composti e arrangiati da Marianna Cataldi.
Nel 2022 Marianna compone e orchestra una sua personale Ave Maria, intitolata "Mater Dei", aria per soprano, coro di voci bianche e orchestra, che realizza con la Budapest Scoring Simphonic Orchestra.
Il 29 aprile 2023 pubblica il suo nuovo singolo My Island, una song version pop/indie cantata in inglese della sigla dell'Isola dei famosi. 
L'8 giugno 2024 esce il singolo Dolce follia, tema d'amore estratto dalla colonna sonora della soap La forza del desiderio, di cui l'artista è interprete originale. 

## Discografia

### Album in studio
- 1994 – Marianna Cataldi (Synthesis)
- 1998 – Mulan (Sony - Walt Disney)
- 2002 – Totally Pokémon
- 2007 – Music For Image
- 2008 – L'isola dei famosi (TV theme & remix)
- 2010 – L'isola dei famosi (Compilation)
- 2011 – Art in the Heart
- 2014 – La forza del desiderio
- 2015 – The Power of Passion
- 2020 – Notes for fingers

### Singoli
- 1994 – Wuthering Heights (Remix dance)/ Dangerous Time (Inedita dance)
- 2012 – I Need You to Survive
- 2015 – Sangue dall'anima
- 2015 – Dolce follia
- 2016 – Morir d'amor
- 2020 – Summer breeze
- 2023 – My island
- 2024 – Amo amor
- 2025 – Genti du suli

### Raccolte
- 1997 – Christmas Holidays Compilation
- 1999 – Merry Christmas
- 2000 – Forever
- 2000 – Gardaland 3
- 2009 – Meditation & Relaxation - Yoga & ayurveda  (Vol 1 e 2)
- 2009 – Emigranti - The Original Soundtrack
- 2009 – 2012 Soundtrack
- 2011 – L'isola dei famosi - The Ultimate Collection 2011

### Collaborazioni
- 2015 – A Joyful Prayer del gruppo corale "The Lift Your Voice Gospel Choir"